# Bộ Tư lệnh Vùng 4 Hải quân nhân dân Việt Nam
Bộ Tư lệnh Vùng 4 Hải quân trực thuộc Quân chủng Hải quân là Bộ Tư lệnh tác chiến hải quân độc lập quản lý và bảo vệ  Quần đảo Trường Sa, đảo Phú Quý, biển Đông và vùng biển phía nam miền Trung, từ Phú Yên đến Bắc Bình Thuận gồm các tỉnh: Phú Yên, Khánh Hòa, Ninh Thuận và phía Bắc của Bình Thuận.

## Lịch sử hình thành
- Ngày 26 tháng 10 năm 1975, thành lập Vùng Duyên hải 4 thuộc Bộ Tư lệnh Hải quân.
- Năm 1978, Vùng Duyên hải 4 đổi tên thành Bộ Chỉ huy Vùng 4 Hải quân thuộc Quân chủng Hải quân
- Ngày 14 tháng 1 năm 2011, nâng cấp Bộ Chỉ huy Vùng 4 Hải quân thành Bộ Tư lệnh Vùng 4 Hải quân.

## Lãnh đạo hiện nay
- Tư lệnh: Chuẩn Đô đốc Nguyễn Anh Tuấn (nguyên Tư Lệnh Vùng 2 HQ)
- Chính ủy: Thượng tá Bùi Xuân Bình (nguyên Trưởng Phòng Cán bộ/ Cục Chính trị Hải quân)
- Phó Tư lệnh - Tham mưu trưởng: Thượng tá Phạm Anh Tuấn (nguyên Lữ đoàn trưởng Lữ đoàn Tàu chiến 162)
- Phó Tư lệnh: Đại tá Đỗ Minh (nguyên Trưởng phòng Tác chiến - Bộ Tham mưu Hải quân)
- Phó Tư lệnh: Đại tá Bùi Quang Thuyên (nguyên Lữ đoàn trưởng Lữ đoàn 101)
- Phó Tư lệnh: Đại tá Nguyễn Vĩnh Nam (nguyên Lữ đoàn trưởng Lữ đoàn 955)
- Phó Chính ủy: Đại tá Nguyễn Hữu Minh (nguyên Phó Chính ủy Vùng 3 HQ)

## Tổ chức
- Văn phòng Bộ Tư lệnh
- Phòng Tham mưu
- Phòng Chính trị
- Phòng Hậu cần - Kỹ thuật
- Lữ đoàn Hải quân đánh bộ 101
- Lữ đoàn Phòng thủ 957
- Lữ đoàn Phòng thủ Trường Sa 146
- Lữ đoàn Tàu chiến 162
- Lữ đoàn Tàu đổ bộ vận tải 955
- Lữ đoàn Tên lửa bờ 682
- Lữ đoàn Tên lửa bờ 685
- Trung tâm Bảo đảm kỹ thuật 719
- Trung tâm Huấn luyện Vùng
- Trung đoàn Radar 451
- Tiểu đoàn Thông tin 455
- Tiểu đoàn Vệ binh 458
- Tiểu đoàn 1 Công binh
- Tiểu đoàn Phòng không 872
- Chi đội Kiểm ngư số 4[1]

## Khen thưởng
- Huân chương Bảo vệ Tổ quốc hạng Nhì (2010)
- Anh hùng Lực lượng Vũ trang nhân dân thời kỳ mới (10/10/2024)

## Tư lệnh qua các thời kỳ
- 1994-1998, Phạm Đức Lĩnh, Thượng tá
- 1998-2000, Nguyễn Văn Hiến, Đại tá
- 2000-2002, Phạm Đức Lĩnh, Đại tá
- 2002-2009, Nguyễn Viết Nhiên, Đại tá
- 2009-2012, Ngô Quang Tiến, Chuẩn Đô đốc
- 2012-2014, Phạm Hoài Nam, Đại tá, Chuẩn đô đốc, nay là Thứ trưởng Bộ Quốc phòng Việt Nam
- 2014-2018, Phạm Văn Hoành, Chuẩn Đô đốc
- 2018-2019, Trần Thanh Nghiêm, Chuẩn Đô đốc (2019), nay là Tư lệnh Quân chủng Hải quân
- 2019-6/2020, Phan Tuấn Hùng, Chuẩn Đô đốc (2019), nguyên Phó Tham mưu trưởng Quân chủng Hải quân, nguyên Phó Tư lệnh - Tham mưu trưởng Vùng 4 Hải quân
- 21/6/2020-2/2023: Nguyễn Đình Hùng,Chuẩn Đô đốc, nguyên Phó Tư lệnh kiêm Tham mưu trưởng Vùng 4 Hải quân
- 2/2023-2024: Nguyễn Văn Bách, Đại tá, nguyên Phó Tư lệnh kiêm Tham mưu trưởng Vùng 4 Hải quân

## Chính ủy qua các thời kỳ
- 2009-2012 Đặng Minh Hải, Chuẩn Đô đốc
- 2012-2017 Phạm Thanh Hóa, Chuẩn Đô đốc
- 2017-2/2020, Nguyễn Đức Vượng, Chuẩn Đô đốc
- 25/2/2020-10/2024: Ngô Văn Thuân, Chuẩn Đô đốc
- 10/2024- nay Bùi Xuân Bình, Thượng tá